# Gmach Urzędów Niezespolonych w Katowicach
Gmach Urzędów Niezespolonych w Katowicach − siedmiokondygnacyjny budynek przy ul. Jagiellońskiej 23 i pl. Sejmu Śląskiego 1.
Gmach wzniesiono w latach 1935−1937 według projektu Witolda Kłębkowskiego (istnieją także przypuszczenia o jego współpracy nad projektem z Lucjanem Sikorskim); od 1990 r. w budynku mieścił się Wydział Filologiczny Uniwersytetu Śląskiego w Katowicach; wartość budynku na dzień 1 września 1939 wynosiła 2 200 000 złotych; w południowej części elewacji po lewej stronie przed II wojną światową istniała płaskorzeźba z dolomitu przedstawiająca polskie godło, składające się z orła w koronie wpisanego w koło, której autorem był Stanisław Szukalski. Płaskorzeźba powstała w 1938 r. W 1939 r., kilka miesięcy przed wojną, umieszczono ją na fasadzie. W tym samym roku zniszczyli ją hitlerowcy, którzy zastąpili ją porcelanowymi, mechanicznymi kurantami (tzw. glockenspiel; planowane jest odtworzenie płaskorzeźby Szukalskiego). Wejście do budynku ujęto w portal o zaokrąglonych ościerzach.
W dwudziestoleciu międzywojennym XX wieku w budynku istniały następujące urzędy: Śląski Urząd Wojewódzki, Urząd Kontroli Państwa, Komisarz Demobilizacyjny. W budynku Urzędów Niezespolonych w czasie II wojny światowej mieściła się siedziba Prezydium Policji (niem. Polizeipräsidium). Po wojnie gmach zajmowało kuratorium oświaty, następnie Komitet Wojewódzki PPR w Katowicach, a po nim urzędował w budynku Komitet Wojewódzki PZPR w Katowicach. 10 kwietnia 2011 w budynku odsłonięto tablicę pamiątkową, poświęconą Krystynie Bochenek.
W 2012 w budynku swoją siedzibę miały:
- księgarnia "Libella" (pl. Sejmu Śląskiego 1);
- Uniwersytet Śląski w Katowicach − Wydział Humanistyczny;
- Szkoła Języka i Kultury Polskiej Uniwersytetu Śląskiego;
- British Council Regional Library − Biblioteka i Czytelnia Brytyjska Uniwersytecka[18].

W grudniu 2022 roku budynek został sprzedany za kwotę 27 mln zł na rzecz Skarbu Państwa – Sądu Apelacyjnego w Katowicach. Obiekt planowano wykorzystać na siedzibę Sądu Rejonowego Katowice-Zachód.
Obiekt jest ujęty w gminnej ewidencji zabytków miasta Katowice.

## Galeria

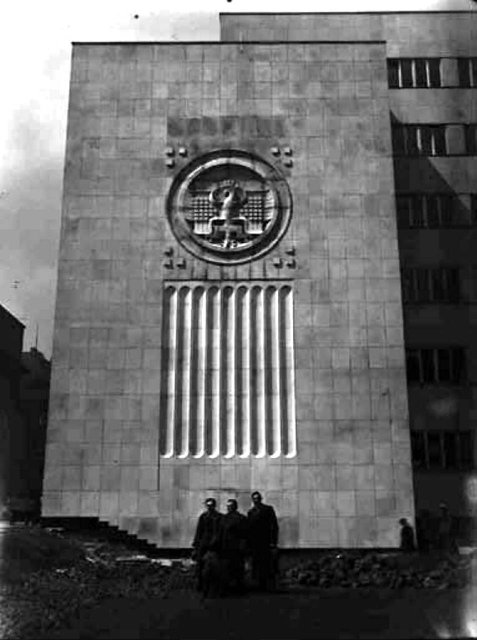
Orzeł Szukalskiego na Budynku Urzędów Niezespolonych
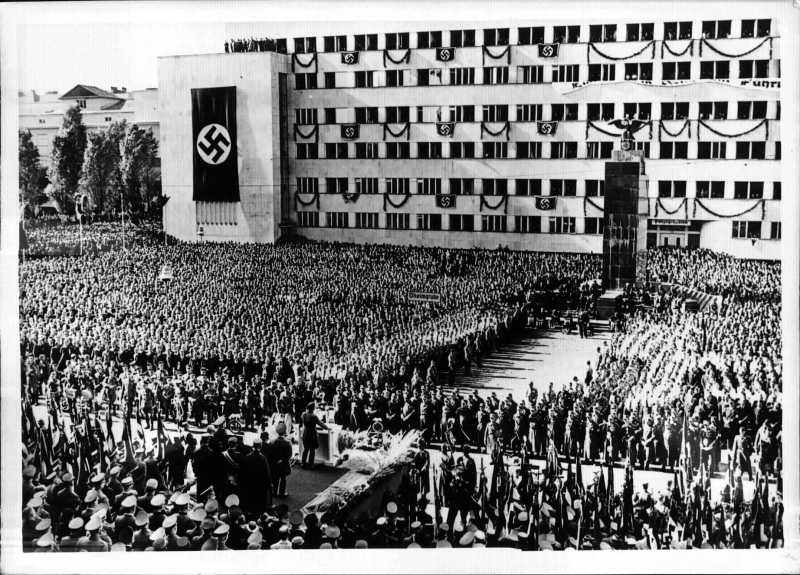
Budynek w 1939 roku
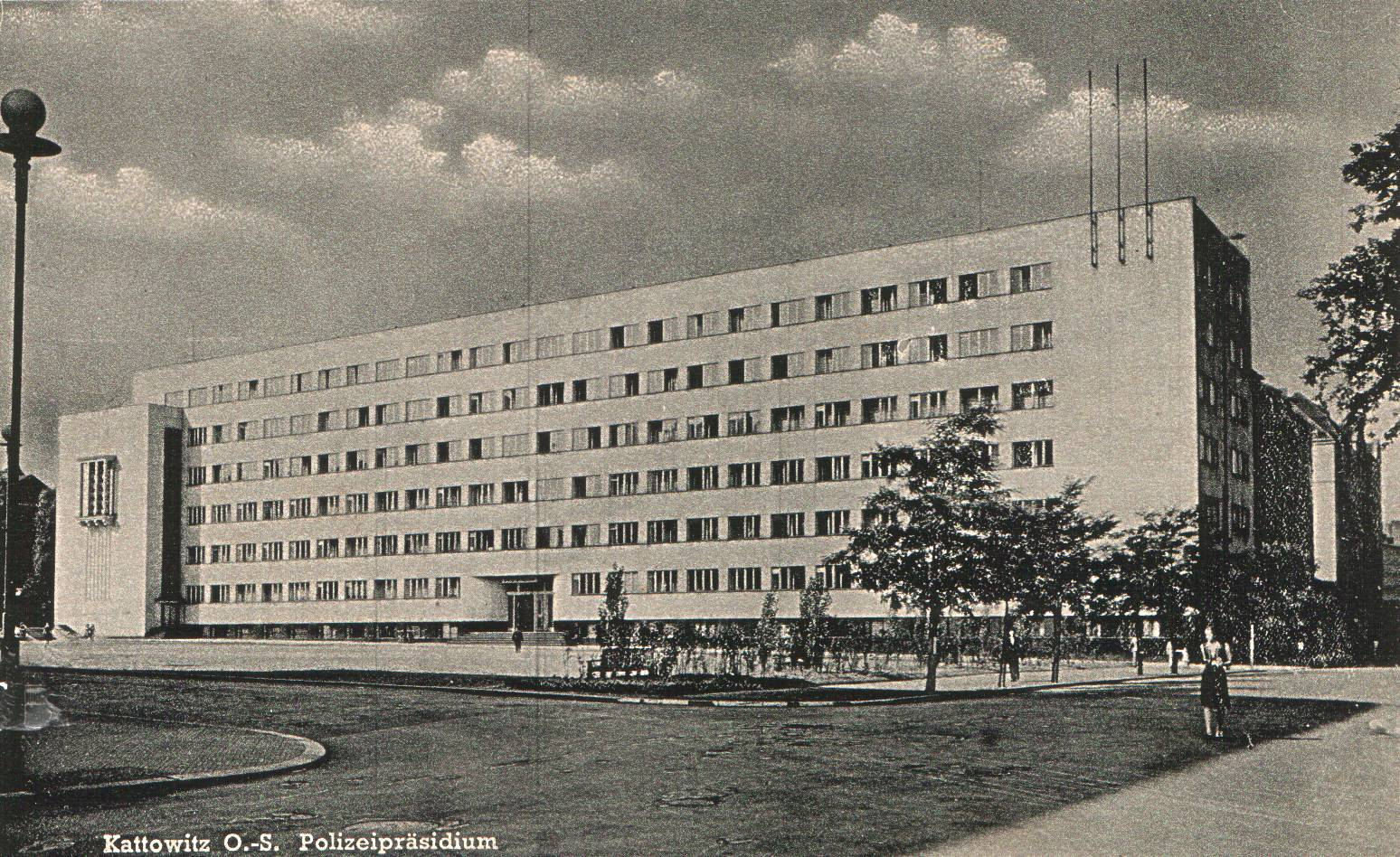
Budynek w czasie II wojny światowej
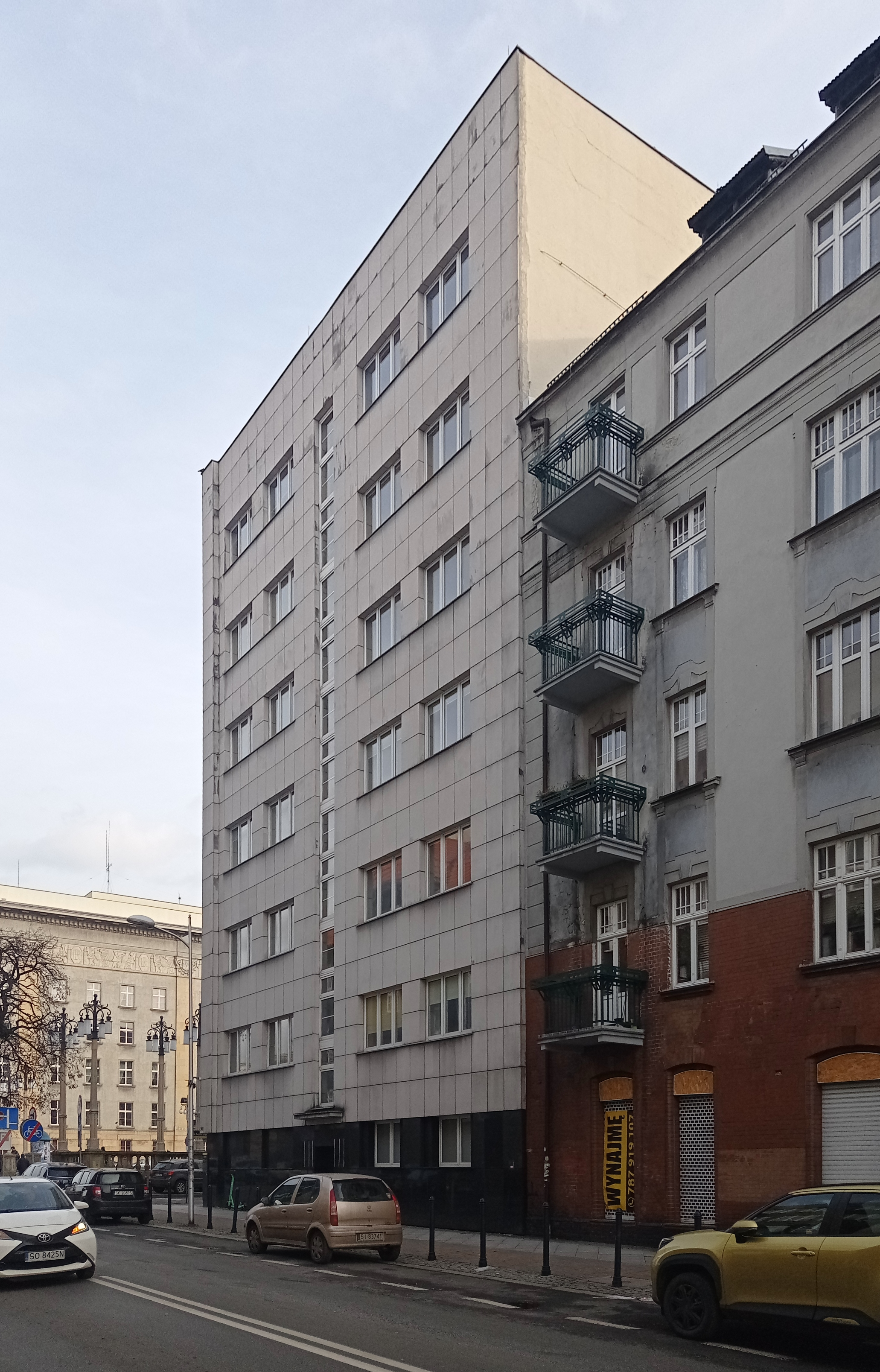
Elewacja północna (2023)